# Olympische Sommerspiele 1968/Teilnehmer (Portugal)
| Gelbes Symbol für Goldmedaillen mit stilisierten Olympischen Ringen | Graues Symbol für Silbermedaillen mit stilisierten Olympischen Ringen | Braundes Symbol für Bronzemedaillen mit stilisierten Olympischen Ringen |
| ------------------------------------------------------------------- | --------------------------------------------------------------------- | ----------------------------------------------------------------------- |
| —                                                                   | —                                                                     | —                                                                       |

Portugal nahm an den Olympischen Sommerspielen 1968 in Mexiko-Stadt, Mexiko, mit einer Delegation von 20 Sportlern (19 Männer und eine Frau) teil.

## Teilnehmer nach Sportarten

### Fechten
- José Pinheiro
Degen, Einzel: Vorrunde
Degen, Mannschaft: Vorrunde

- João de Abreu
Degen, Einzel: Vorrunde
Degen, Mannschaft: Vorrunde

- Francisco da Silva
Degen, Einzel: Vorrunde
Degen, Mannschaft: Vorrunde

- Hélder Reis
Degen, Mannschaft: Vorrunde

### Gewichtheben
- Luís Paquete
Federgewicht: DNF

### Leichtathletik
- Manuel de Oliveira
3000 Meter Hindernis: Vorläufe

### Ringen
- Leonel Duarte
Fliegengewicht, griechisch-römisch: 2. Runde

- Luís Grilo
Bantamgewicht, griechisch-römisch: 2. Runde

- Adriano Morais
Federgewicht, griechisch-römisch: 2. Runde

- António Galantinho
Leichtgewicht, griechisch-römisch: 3. Runde

### Segeln
- Bernardo Silva
Finn-Dinghy: 31. Platz

- Mário Quina
Star: 17. Platz

- José Manuel Quina
Star: 17. Platz

- António Menezes
Drachen: 17. Platz

- António Weck
Drachen: 17. Platz

- Fernando Bello
Drachen: 17. Platz

- Orlando Rodrigues
Flying Dutchman: 27. Platz

- Adriano da Silva
Flying Dutchman: 27. Platz

### Turnen
- José Filipe Abreu
Einzelmehrkampf: 82. Platz
Barren: 88. Platz in der Qualifikation
Boden: 51. Platz in der Qualifikation
Pferdsprung: 71. Platz in der Qualifikation
Reck: 99. Platz in der Qualifikation
Ringe: 47. Platz in der Qualifikation
Seitpferd: 94. Platz in der Qualifikation

- Esbela da Fonseca
Frauen, Einzelmehrkampf: 85. Platz
Frauen, Boden: 88. Platz in der Qualifikation
Frauen, Pferdsprung: 71. Platz in der Qualifikation
Frauen, Schwebebalken: 91. Platz in der Qualifikation
Frauen, Stufenbarren: 72. Platz in der Qualifikation